# Jean-Paul Dubois
Jean-Paul Dubois (n. 20 februarie 1950, Toulouse, Franța) este un jurnalist și scriitor francez. A câștigat Premiul Goncourt în 2019 pentru Tous les hommes n'habitent pas le monde de la même façon („Toți bărbații nu locuiesc în această lume în același mod”), un roman povestit din perspectiva unui deținut care privește retrospectiv asupra vieții. Juriul l-a comparat pe Dubois cu John Irving și William Boyd, care au scris cărți care au fost atât populare, cât și succese de critică.
Este autorul mai multor romane și articole de călătorie și este reporter pentru Le Nouvel Observateur⁠(d). Romanul său, Une vie française, publicat în franceză în 2004 și în engleză în 2007, este o saga a generației franceze baby boom, de la idealismul anilor 1960 la consumerismul anilor 1990. Versiunea franceză a romanului a câștigat Premiul Femina⁠(d).

## Lucrări
- Tous les matins je me lève : roman, Editions Robert Laffont, 1988,ISBN: 978-2221056448
- Kennedy et moi: roman, Seuil, 1996,ISBN: 978-2-02-028539-1
- Je pense à autre chose, Editions de l'Olivier, 1997,ISBN: 978-2-87929-144-4
- Si ce livre pouvait me rapprocher de toi, Éditions de l'Olivier, 1999,ISBN: 978-2-87929-218-2
- 978-2-87929-467-4  ; Random House Digital, Inc. 2008, 
  - O viață franceză, Penguin Books, 2008,ISBN: 978-0-14-102482-0
- Cuvânt înainte laDoisneau, Robert (2010). Palm Springs 1960. Paris: Flammarion⁠(d). p. 156. ISBN 978-2-08-030129-1. OCLC 491896174. Palm Springs 1960 . Paris: Flammarion . p. 156. ISBN 978-2-08-030129-1 . LCCN 2010442384 . OCLC 491896174 .
- Le cas Sneijder, Editions de l'Olivier, 2011,ISBN: 978-2-87929-864-1
- Tous les hommes n'habitent pas le monde de la même façon, Editions de l'Olivier, 2019,ISBN: 9782823615166, Prix Goncourt